# Bispbergs klack
Bispbergs klack är ett berg vid Bispberg i Säters kommun, Dalarnas län. Berget utmärks framför allt av sin branta sydsida, som på de högsta ställena är uppemot 80 meter hög. Den sammanlagda bredden på de röda granitväggarna är närmare 400 meter. Berget är ett så kallat sydväxtberg och nedanför klippan återfinns några växtarter som är ovanliga för breddgraden, hassel, brakved och backförgätmigej. På berget häckar ibland även berguv och pilgrimsfalk.
Sedan 1996 är området kring berget naturreservat, och inom naturreservatet råder förbud mot bergsklättring. Berget var tidigare, från det att klättring började utövas på berget 1967, och fram till dess klätterförbudet trädde i kraft, ett av Sveriges mest betydelsefulla berg för klippklättring, med cirka 160 klätterleder av främst lätt och medelhög svårighetsgrad.
Vid bergets fot finns den gamla gruvbyn Bispberg med Bispbergs gruva där scheelit upptäcktes första gången i mineralprover år 1751.

## Referenser

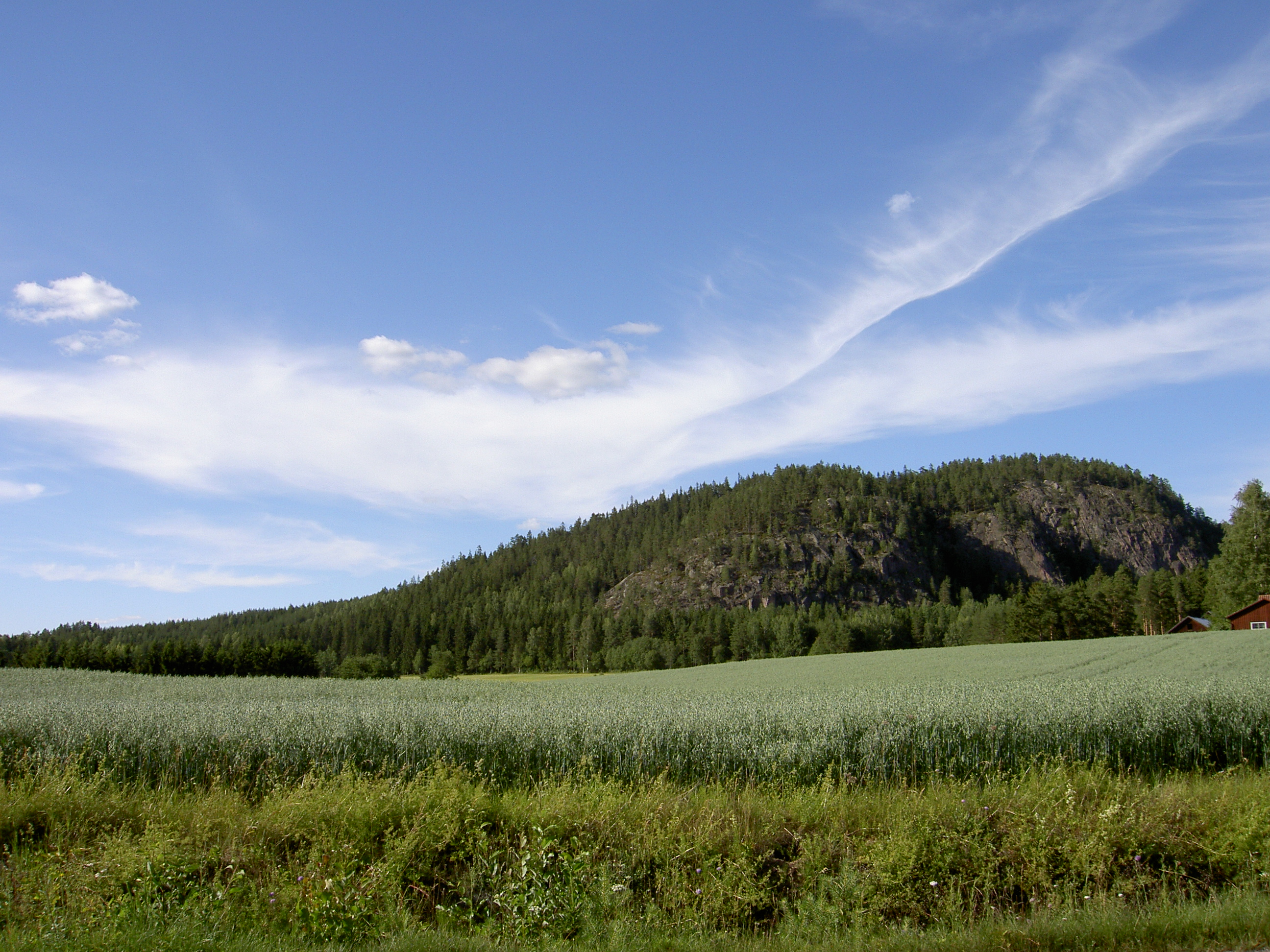
Bispbergs klack

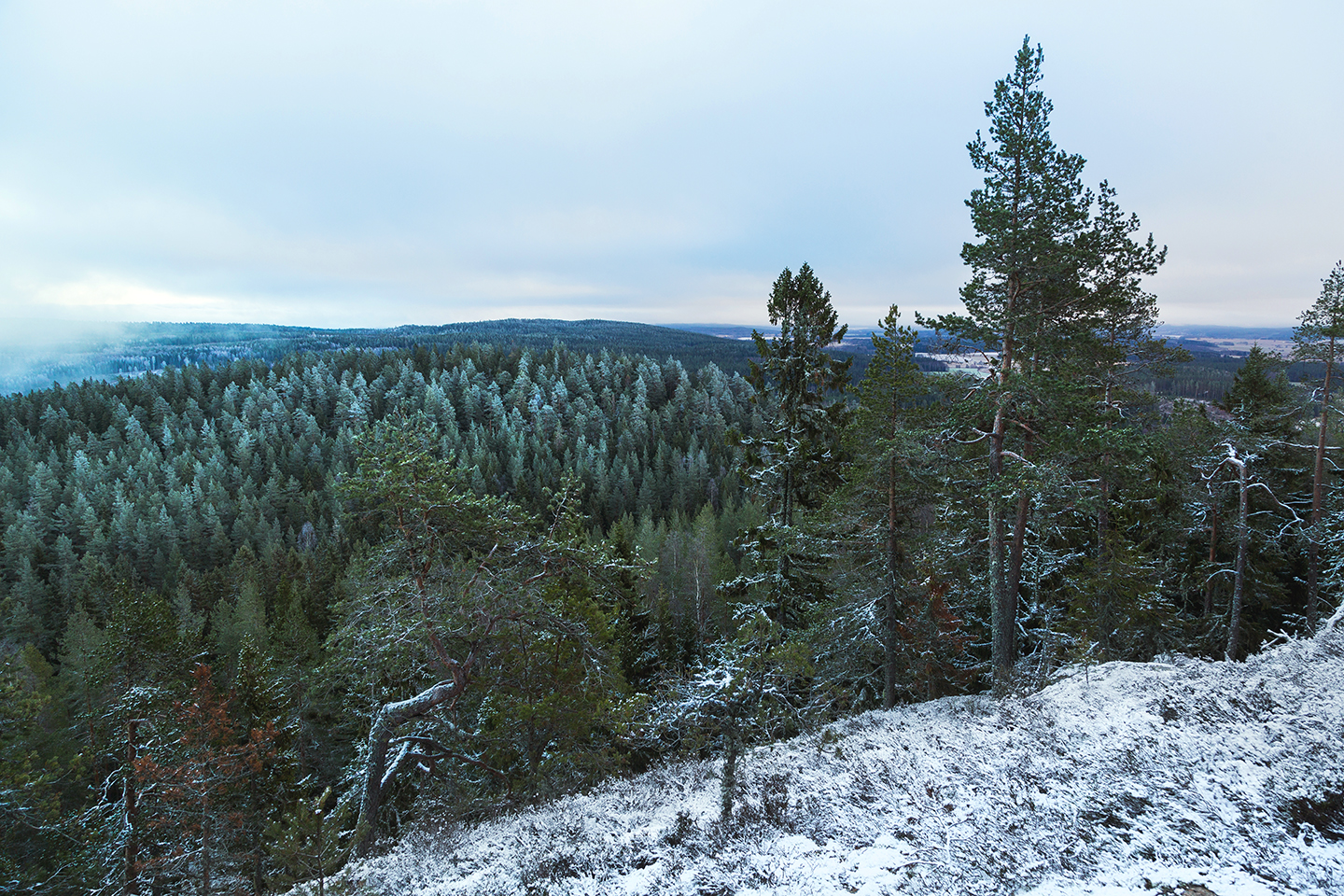
Decemberdag uppe på Bispbergs klack.